# Eddie Jordan (koszykarz)
Edward Montgomery "Eddie" Jordan (ur. 29 stycznia 1955 w Waszyngtonie) – amerykański koszykarz, występujący na pozycji rzucającego obrońcy, mistrz NBA z 1982 roku, po zakończeniu kariery zawodniczej trener koszykarski.
Opuścił uczelnię Rutgers jako lider wszech czasów Scarlet Knights w liczbie asyst oraz przechwytów.

## Osiągnięcia
NCAA
- Uczestnik rozgrywek:
  - NCAA Final Four (1976)[2]
  - II rundy turnieju NCAA (1975, 1976)
- MVP turnieju regionalnego Wschodu NCAA (1976)[2]
- Zaliczony do składu Honorable Mention All-America (1977)[2]

NBA
- Mistrz NBA (1982)[1]

Trenerskie
- 2-krotny finalista NBA jako asystent trenera (2002, 2003)[1]
- Trener drużyny Wschodu podczas meczu gwiazd NBA (2007)